# Афганска лисица
Афганската лисица (Vulpes cana) е хищен бозайник от семейство Кучеви. Нарича се още Лисица на Бланфорд в чест на своя изследовател.

## Физически характеристики
Дължината на тялото е 42 cm, а опашката е с дължина 30 cm., тежи 1,5 – 3 kg. Лисицата е тъмно сива на цвят. Главата е с удължена муцуна, големи уши и две черни ивици спускащи се от очите до горната устна.

## Разпространение
Осномната част от ареала на вида е в района на източен Иран, Туркменистан, Афганистан и северозападен Индостан. Друга част обитават Арабския полуостров на границата между Саудитска Арабия, Йемен и Оман. Третата част от ареала е в района на Йордания, Израел и Египет.
Лисиците обитават пустинни и полупустинни територии на надморска височина до 2000 m. Най-висока плътност на популацията е регистрирана в района на Юдейската пустиня на 100 – 350 m надм.височина.

## Начин на живот и хранене
Афганската лисица е видът от този род, който консумира най-много храна от растителен произход. Освен плодове на растения се храни и с насекоми.

## Размножаване
Чифтосват се в периода декември – януари. Бременността продължава 50 – 60 дена. Раждат се от 1 до 3 малки, кърменето продължава 60 дена. Полова зрялост при тях настъпва на 8 – 12 месечна възраст. Предполага се, че в свободно състояние живеят около 4 – 5 години.